# Ломбарди, Альфонсо
Альфонсо Ломбарди (итал. Alfonso Lombardi, 1497 год, Феррара — 1537, Болонья), по прозванию Читтаделла (Cittadella) — итальянский скульптор эпохи средневековья.
Ученик своего дяди — Пьетро Ломбардо, работал в Ферраре, а потом в Болонье, пользуясь репутацией одного из лучших мастеров своего времени. Поначалу держался реалистического направления, свойственного итальянским художникам XV века, но затем всё более и более стремился к идеальной красоте и грации.
Из произведений ранней поры его деятельности особенно примечательны раскрашенные терракотовые фигуры Христа и апостолов в Феррарском соборе, а из позднейших работ, большинство которых находится в Болонье:
- такая же группа «Снятие со креста» (Cristo morto con le Marie piangenti) в болонском соборе св. Петра,
- «Воскресение Христово» (Resurrezione) в тимпане бокового портала церкви св. Петрония,
- рельеф на подножии раки св. Доминика в церкви его имени; 1532);
- состоящая из терракотовых фигур в натуральную величину группа «Успение Богородицы» (Transito della Madonna, 1522) в церкви Санта-Мария-делла-Вита.